# ヴィーナスと時間の寓意
『ヴィーナスと時間の寓意』（ヴィーナスとじかんのぐうい、伊: Allegoria di Venere e il Tempo, 英: Allegory with Venus and Time）は、イタリアのロココのヴェネツィア派の画家ジョヴァンニ・バッティスタ・ティエポロが1754年から1758年頃に制作した寓意画である。油彩。愛と美の女神ヴィーナス（ギリシア神話のアプロディテ）と擬人化された「時間」の寓意を描いている。高さが約3メートルにおよぶ縦長の楕円形の画面に描かれており、かつてはヴェネツィアの名門貴族であるコンタリーニ家によって所有されていた。現在はロンドンのナショナル・ギャラリーに所蔵されている。

## 作品

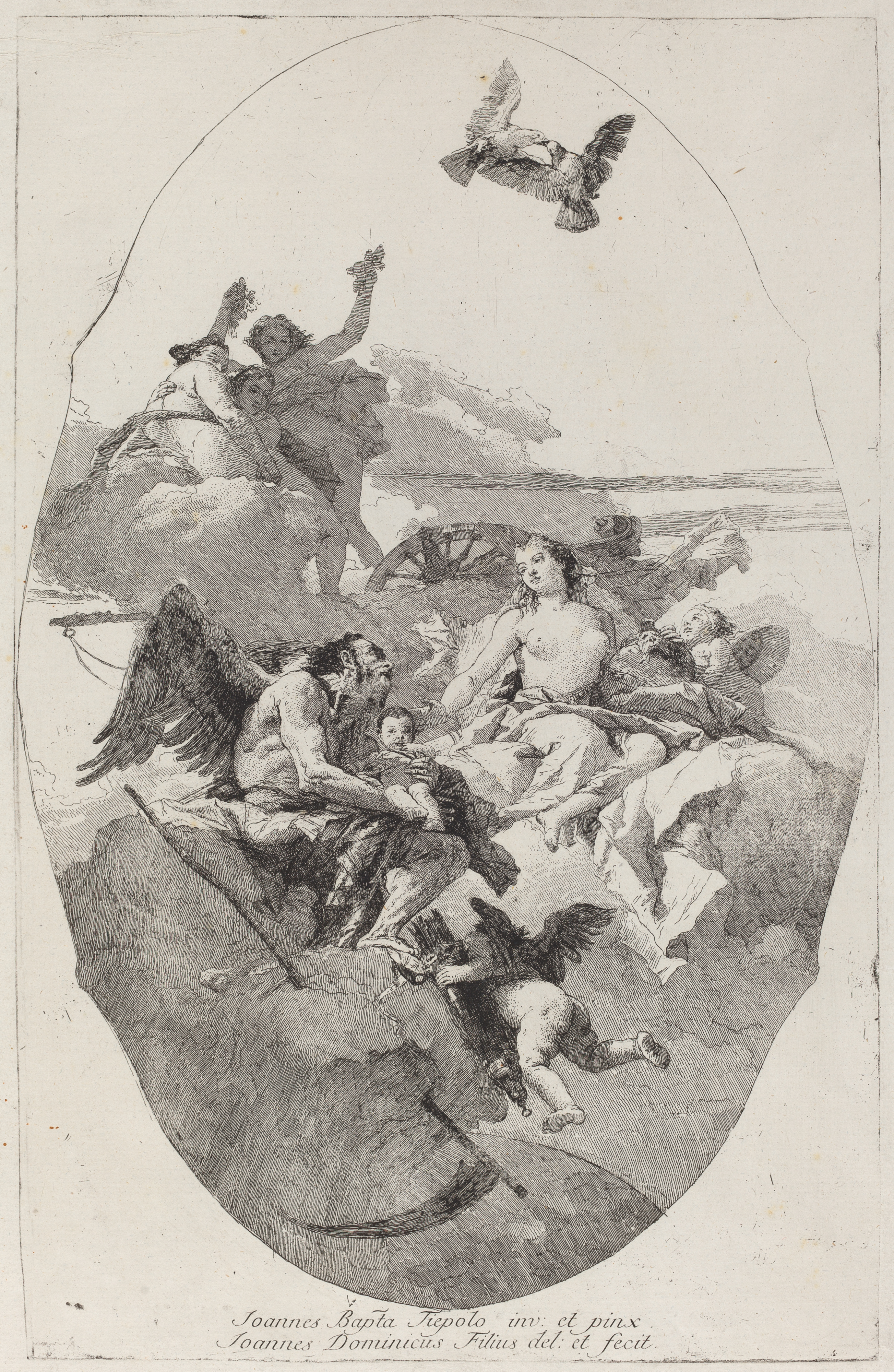
ジョヴァンニ・ドメニコ・ティエポロのエッチング。

ティエポロは雲の上に座る愛と豊穣の女神ヴィーナスと「時間」を描いている。場面はヴィーナスが豪奢な黄金色に輝く馬車に乗って空の向こうから現れ、新生児を「時間」のもとに連れてきたところである。ヴィーナスは宝石や真珠をあしらった豪華な衣装をまとっている。その上方ではヴィーナスのアトリビュートである2羽の鳩が空を飛びながらキスをしている。また雲には侍女である三美神が身体を寄せ合って下の光景を眺めながら、薔薇の花を撒いて幼児を祝福している。下方では座った「時間」がヴィーナスを見上げつつ受け取った幼児を抱いている。「時間」は背中に大きな翼を持つ年老いた人物として表されている。長い柄の大振りの鎌を脇に置いていることは不死あるいは永遠を象徴する。もっとも、腰に付けた砂時計は時間の経過が決して避けられないことを暗示している。さらにその下にはヴィーナスの息子キューピッドが矢がたっぷり入った矢筒を持ち、「時間」の足元のあたりを飛んでいる。この矢と矢筒は男女の縁を結ぶキューピッドの力を象徴しており、キューピッドの放った矢に当った者は恋に落ちるとされている。
この絵画はヴェネツィア貴族のおそらく寝室の天井を装飾するために描かれた。そのため絵画の形状は装飾的な曲線に沿った楕円形をしている。絵画の構図は下方から見上げる形で鑑賞されることを想定して制作された。キューピッドの太い脚はまるで雲の端から落下しようとしているかのように鑑賞者に向けられ、ヴィーナスを仰ぎ見た「時間」の顔は部分的に隠れている。ティエポロの柔らかな光と繊細な色使いはヴィーナスの白い肌や印象的なピンクの衣装およびそれと対照的な「時間」の褐色の肌や青い腰巻きによく表れている。
「時間」が抱いている新生児はもしかしたらヴィーナスとアンキセスの息子でトロイアの英雄であるアイネイアスを表しているかもしれない。アイネイアスは生涯の終わりに不死を得たと言われている。古代ローマの創始者であるアイネイアスは、ヴェネツィア最古の貴族の1つであり、自身の血筋が古代の共和制ローマまでさかのぼると主張していたコンタリーニ家にとって、アイネイアスはふさわしい主題であったであろう。本作品の図像は全体的に新生児の誕生を祝うことを示唆しており、後継者が生まれたことを祝うためにコンタリーニ家から依頼された可能性が指摘されている。幼児の顔の特徴は理想化されたヴィーナスと「時間」の顔と比べて特徴が際立っているため、実際の幼児をモデルに描いたことも考えられる。
制作年代はティエポロがヴュルツブルクの司教カール・フィリップ・フォン・グライフェンクラウ・ツ・ヴォルラースから受けた仕事を終えて帰国した1753年から、息子ジョヴァンニ・ドメニコが左右反転した構図のエッチングを制作した1758年の間に描かれたと考えられている。

## 来歴
絵画はもともとコンタリーニ家の宮殿の天井を飾るために依頼された。少なくとも1855年までコンタリーニ家の宮殿の1つに残されていたが、1876年までにオランダ人銀行家アンリ・ルイ・ビショフスハイムによって所有されており、ロンドンのビュート・ハウス（Bute House）に設置されていた。1960年代初頭になって絵画はナショナル・ギャラリーによって修復された後、1969年に特別助成金とピルグリム・トラストの寄付により購入された。